# Parada de Santa Isabel (TRAM Alicante)
Santa Isabel es una parada del TRAM Metropolitano de Alicante donde presta servicio la línea 2. Está situada en la zona sur del casco urbano de San Vicente del Raspeig, en el barrio de Santa Isabel, junto a una de las entradas al centro comercial Outlet Stores de San Vicente.

## Localización y características
Se encuentra ubicada en la calle Alicante, frente al barrio Santa Isabel y el centro comercial. En esta parada se detienen los tranvías de la línea 2. Dispone de dos andenes y dos vías.

## Líneas y conexiones
| << Cabecera | < Estación    | Línea | Estación >  | Cabecera >>             |
| ----------- | ------------- | ----- | ----------- | ----------------------- |
| Luceros     | Ciudad Jardín |       | Universitat | Sant Vicent del Raspeig |